# Pterocles senegallus

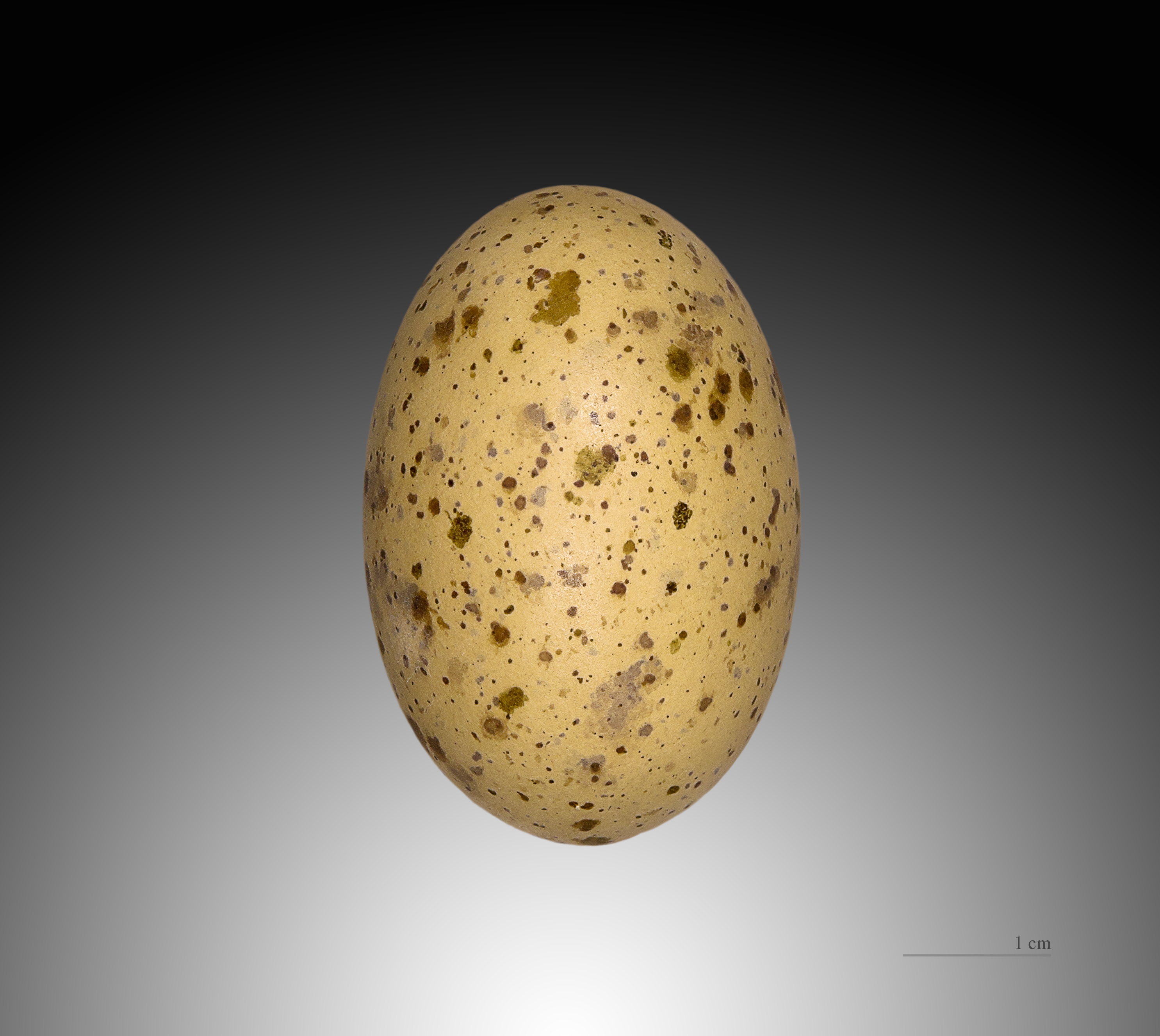
Pterocles senegallus

Pterocles senegallus là một loài chim trong họ Pteroclidae. Nó được tìm thấy ở khu vực phía bắc và đông châu Phi, qua Trung Đông và xa về phía đông châu Á tới tây bắc Ấn Độ.